# Weronika Murek
Weronika Murek (ur. 1989 w Bytomiu) – polska pisarka, autorka opowiadań i sztuk teatralnych.

## Życiorys
Absolwentka Wydziału Prawa i Administracji Uniwersytetu Śląskiego i Podyplomowego Studium Literacko-Artystycznego Uniwersytetu Jagiellońskiego. Laureatka Gdyńskiej Nagrody Dramaturgicznej 2015 za Feinweinblein. Za debiutancki zbiór opowiadań Uprawa roślin południowych metodą Miczurina nominowana do Paszportów „Polityki” 2015 w kategorii literatura, Nagrody Literackiej „Nike” 2016 (finał nagrody), do Nagrody Literackiej Gdynia 2016 w kategorii proza oraz do Nagrody Conrada 2016. Również za ten zbiór została laureatką Nagrody Literackiej im. Witolda Gombrowicza w 2016 roku. Za zbiór Dziewczynki: kilka esejów o stawaniu się została nominowana do Nagrody Literacka Gdynia 2023 w kategorii esej.

## Publikacje
- Uprawa roślin południowych metodą Miczurina, Wydawnictwo Czarne, Wołowiec 2015
- Każdemu po razie, projekt literacki O_KAZ. Literatura o Kazimierzu, 2016[8]
- Feinweinblein. Dramaty, Wydawnictwo Czarne, Wołowiec 2019[9]
- Dziewczynki: kilka esejów o stawaniu się, Wydawnictwo Czarne, Wołowiec 2023[10]